# Braçadeiras

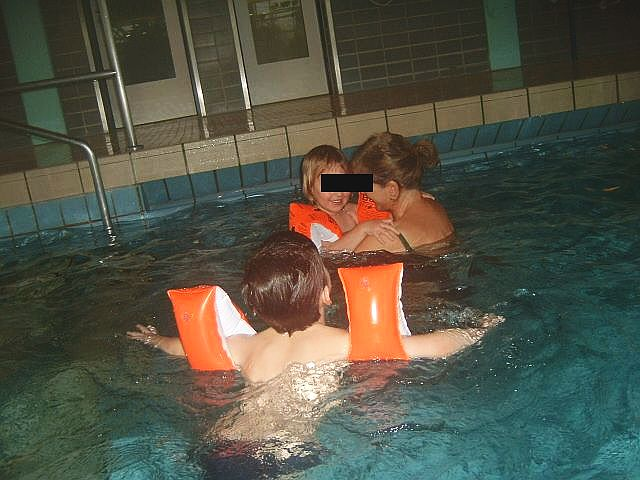
Uma mãe com os filhos a usar braçadeiras para aprender a nadar.

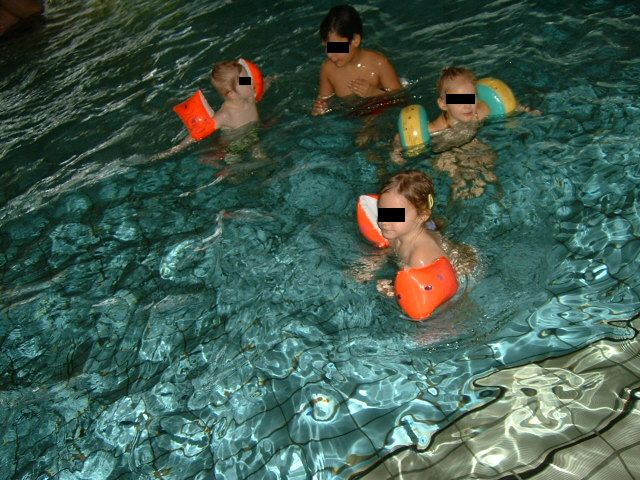
Crianças a usar braçadeiras em piscina.

Designa-se como braçadeiras ou flutuadores os insufláveis para colocação nos antebraços e que permitem a aprendizagem em segurança da natação. Tipicamente são secções cilíndricas plásticas insufláveis que se usam em ambos os membros superiores. Por terem menor densidade que a água, aplicando-se o Princípio de Arquimedes irão impedir que quem as use se afunde na água. Embora normalmente sejam comuns em crianças, também há braçadeiras para adultos.
Embora sejam populares, especialistas em segurança aquática não as recomendam usar em crianças ou adultos sem supervisão, pois não previnem por si só a ocorrência de afogamentos nem a aprendizagem da flutuação ou de deslocamentos na água, sobretudo em crianças muito pequenas Não constituem alternativa a coletes salva-vidas e não devem ser usadas em situações de emergência. 
As braçadeiras foram inventadas por Bernhard Markwitz em Hamburgo, Alemanha: em 1956 a sua filha de três anos caiu num tanque de peixes-vermelhos e quase se afogou. Por isso, Markwitz desenvolveu e inventou este dispositivo de ajuda que seria mais seguro para crianças que as bóias usadas até então, compostas de duas partes e que se punham na parte superior do braço.

## Blibliografia
- Del Castillo Obeso, M. (2004). Actividades acuáticas en la primera infancia: Programa de Intervención y Seguridad. A Coruña: Xaniño. (em castelhano)